# Гаваї

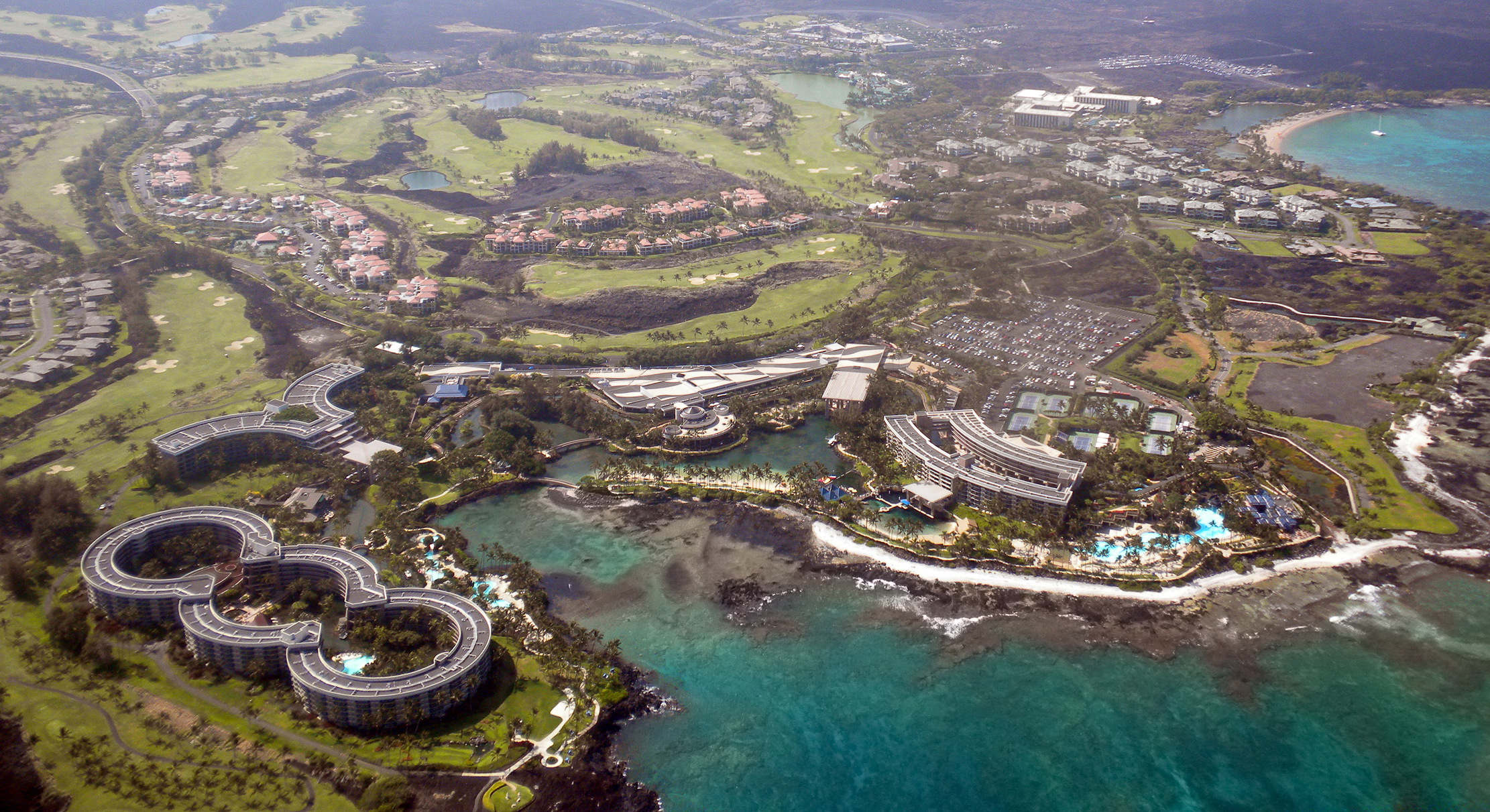
Курорти на острові Гаваї

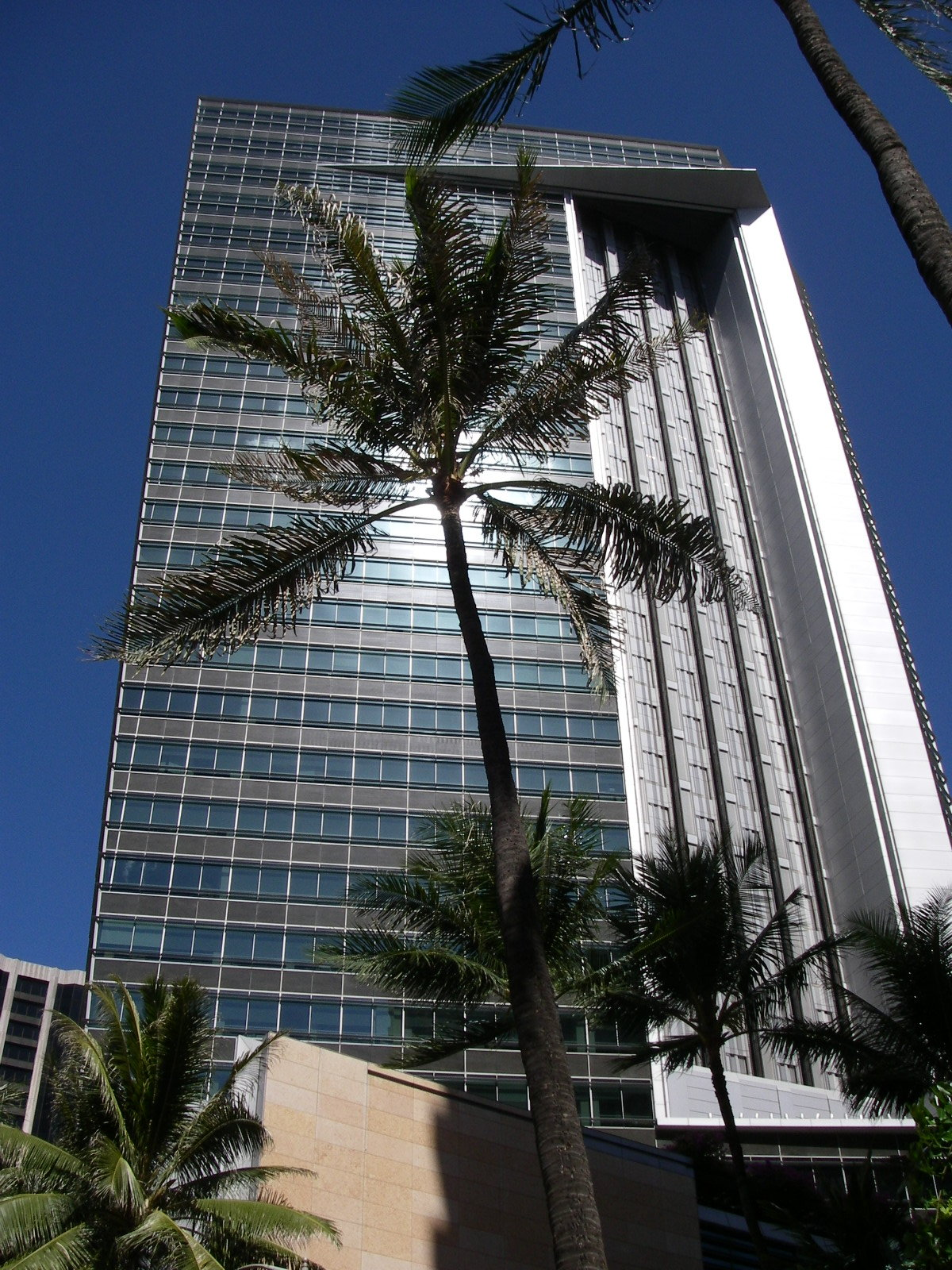
First Hawaiian Center — найвища споруда Гаваїв (131 м)

Гава́ї (англ. Hawaii, гав. Mokuʻāina o Hawaiʻi) — штат США з 21-го серпня 1959 р. на Гавайських островах у Тихому океані. Острови штату (координати: 21°18′41″ пн. ш. 157°47′47″ зх. д.), які в XIX столітті мали назву островів Сендвіча, розташовані на відстані 3700 км від північноамериканського материка.

## Історія
Тихоокеанські острови Гавайського архіпелагу, заселені ще з XI століття полінезійцями та згодом відкриті європейцями, стали відомі світу лише після прибуття на них британського капітана Джеймса Кука у 1778 році. Згодом, у XIX столітті, прибули туди й американські поселенці, у 1893 році повалили владу місцевої династії, ліквідувавши Гавайське королівство — та у 1894 році на Гавайських островах республіку. [джерело?]У 1898 році за ініціативою тих же поселенців, США анексували острови, а вже від 1900 року зробили їх своєю територією. 7 грудня 1941 американську військову базу у Перл-Гарбор атакувала японська морська авіація та завдала важких втрат Тихоокеанському флоту США — це й дало привід США включитися у Другу світову війну на Тихоокеанському театрі військових дій. Пізніше, у 1959 році, Гаваї стали формально 50-м штатом США.[джерело?]

## Географія

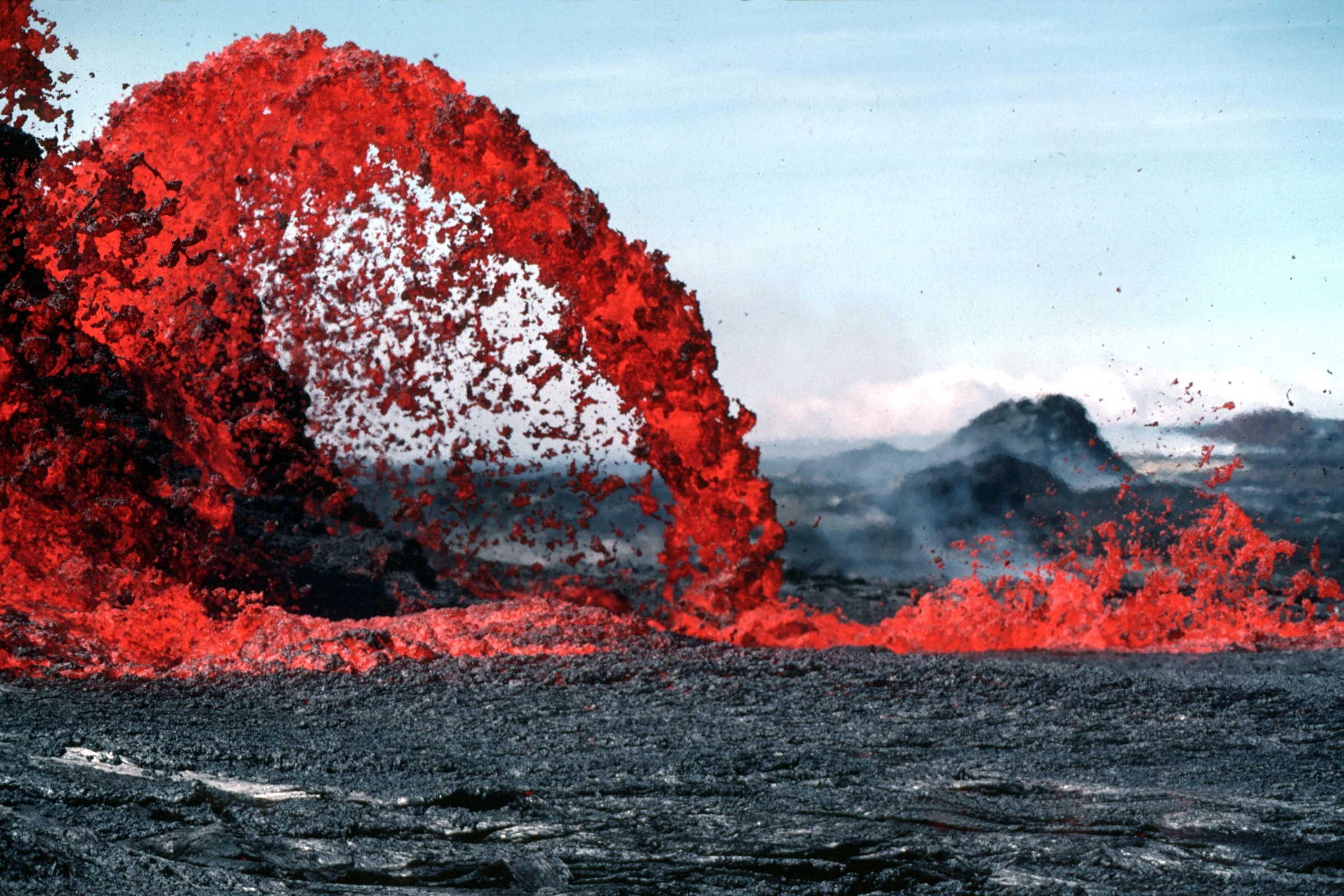
Лавові викиди вулкана Кілауеа

Площа штату — 28 311 км². Гаваї складаються з ланцюга 20-и островів вулканічного походження. Головніші із них:
- Гаваї, найвідоміший своєю найвищою серед Гавайських островів горою Мауна-Кеа (4201 м), — там і розташовано інфрачервоний телескоп (власність Англії), і — горою Мауна-Лоа (4 170 м), у якій найбільший у світі кратер дієвого вулкана. Площа о. Гаваї: 10,4 тис. км²;
- Мауї, другий за територією острів;
- Оаху, третій за площею та перший за населенням (82 % населення штату) і найчастіше відвідуваний туристами завдяки його пляжам Вайкікі та військовій базі Перл-Гарбор;
- Кауаї;
- Молокаї.

На островах інколи бувають землетруси.[джерело?]
Адміністративний центр і головний порт — Гонолулу на острові Оаху.

## Економіка
На Гаваях виробляють цукор, жіночий одяг; вирощують ананаси, цукрову тростину, каву, квіти. Є харчова промисловість.[джерело?]
Це туристичний регіон на перетині трансконтинентальних морських та авіаційних шляхів. Основне джерело доходів — туризм.

## Демографія
За даними перепису 2010 року, населення Гаваїв становило 1 360 301 осіб. Гаваї — один із чотирьох штатів США, де білошкірі неіспаномовні жителі не становлять більшості населення. Тут найбільша частка населення азійського походження і найбільша частка змішаного населення серед усіх штатів США. [джерело?]Трохи більше 22% населення заявляють про своє походження від корінних жителів островів.

### Расовий склад
- 24,7% білошкірих американців
- 1,6% афроамериканці
- 38,6% американці азійського походження
- 10,0% жителі тихоокеанських островів
- 0,3% американські індіанці
- 23,6% мулати або метиси
- 1,2% Інша раса

Офіційні мови: англійська й гавайська.
Релігії: християнство (63 %), буддизм (9 %), мормони (5 %), інші (5 %), атеїсти (18 %).
Мовний склад населення (2010) 
| Мови                    | Частка людей старше 5 років, % |
| ----------------------- | ------------------------------ |
| Англійська              | 74,41                          |
| Тагальська              | 4,52                           |
| Ілоко                   | 4,06                           |
| Японська                | 3,95                           |
| Іспанська               | 2,01                           |
| Китайська               | 1,54                           |
| Гавайська               | 1,50                           |
| Корейська               | 1,49                           |
| Інші тихоокеанські мови | 1,23                           |
| Самоа                   | 0,96                           |
| інші                    | 4,33                           |

## Клімат

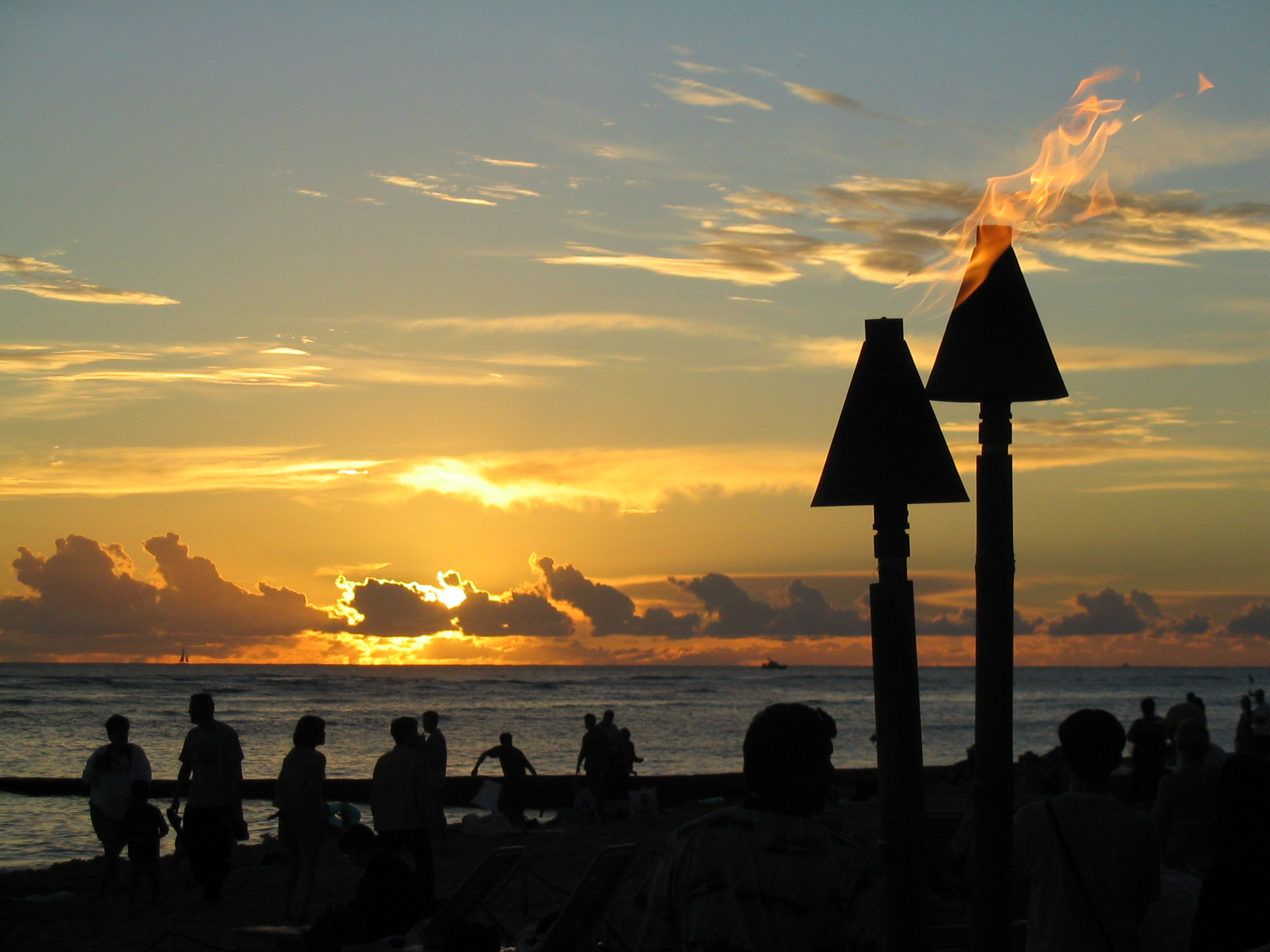
Захід сонця на Гавайських островах

Гаваї мають тропічний пасатний клімат. Середньорічна температура 18—25 °C. Опадів до 4000 мм на рік. Вологі тропічні ліси та савани.
Сніг випадає на вершинах Мауна-Кеа та Мауна-Лоа, що на острові Гаваї, узимку. Сніг випадає рідко на вулкані Галеакалаї, що на острові Мауї. Вай-але-але на острові Кауаї — друга гора у світі за щорічною середньою кількістю опадів — приблизно 11,7 м.
| Щомісячні середні температури у різних містах Гаваїв(°C) |       |       |       |       |       |       |       |       |       |       |       |       |
| Місто                                                    | січ   | лют   | бер   | кві   | трав  | черв  | лип   | серп  | вер   | жов   | лис   | груд  |
| Гіло                                                     | 26/18 | 26/18 | 26/18 | 26/19 | 27/19 | 28/20 | 28/21 | 28/21 | 28/21 | 28/20 | 27/19 | 27/18 |
| Гонолулу                                                 | 27/19 | 27/18 | 28/19 | 28/20 | 29/21 | 31/22 | 31/23 | 32/24 | 32/23 | 31/23 | 29/22 | 28/20 |
| Кагулуї, Мауї                                            | 27/17 | 27/17 | 28/18 | 28/19 | 29/19 | 30/21 | 31/22 | 31/22 | 31/21 | 31/21 | 29/20 | 28/18 |
| Лігуї, Гаваї                                             | 26/18 | 26/19 | 26/19 | 26/21 | 27/21 | 28/23 | 29/23 | 29/23 | 29/23 | 29/23 | 27/22 | 26/20 |
|                                                          |       |       |       |       |       |       |       |       |       |       |       |       |

## Відомі люди

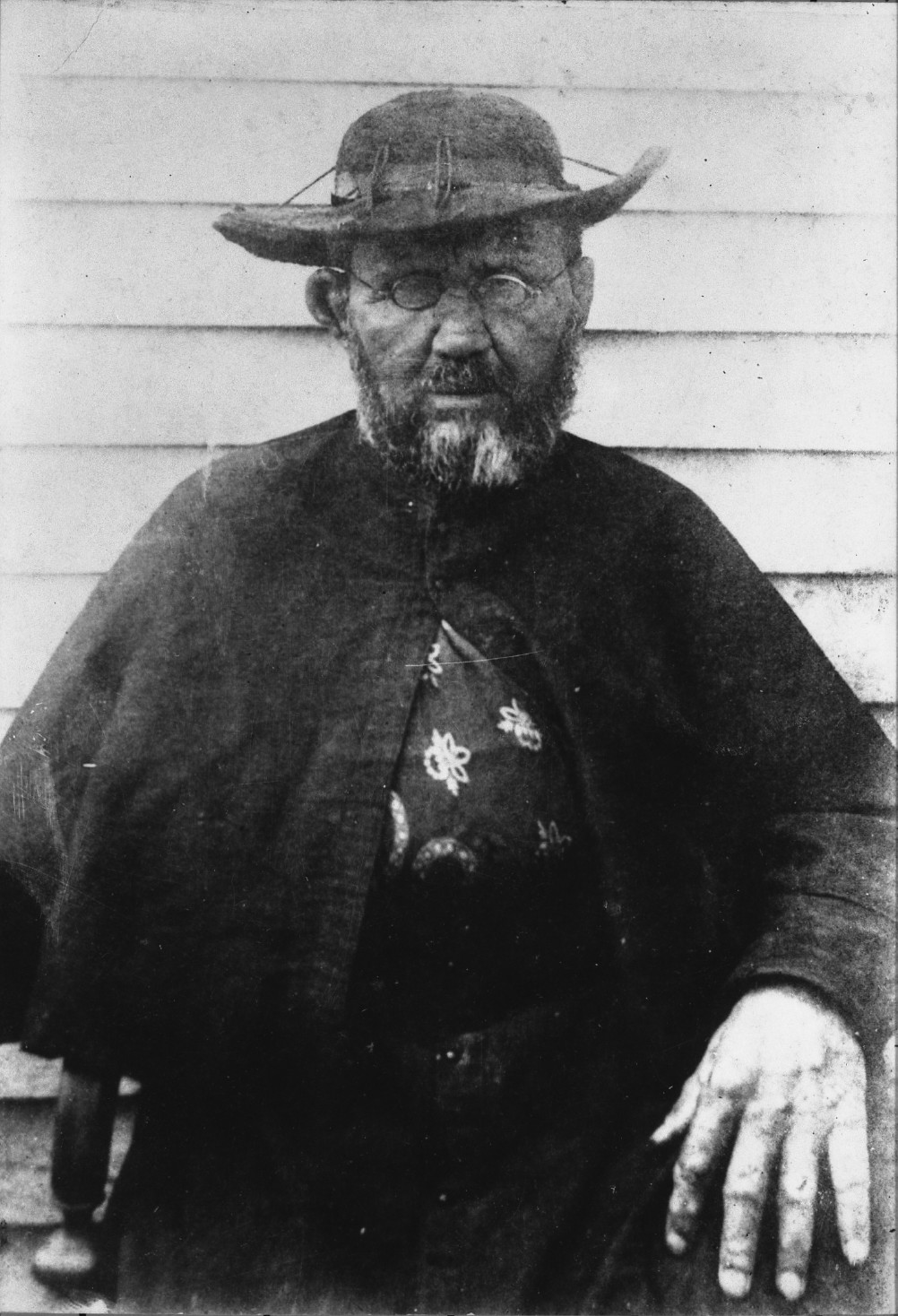
Блаженний отець-місіонер Джозеф Дам'ян (Дам'ян де Вестер)

- Судзіловський Микола Костянтинович — перший президент Гаваїв
- Дам'ян де Вестер — місіонер Гаваїв, якого виголосив святим Папа Римський Іван Павло ІІ
- Камехамеха I — перший король Гаваїв
- Королева Ліліуокалані — останній монарх Гаваїв
- Дон Хо — відомий гавайський співак і музикант
- Ізраель Камакавівооле — відомий гавайський співак і музикант.
- Ніколь Шерзінгер - співачка, учасниця гурту The Pussycat Dolls
- Бруно Марс - відомий американський співак

## Питання про незалежність Гаваїв
Громадськість Гаваїв, так чи інакше, порушує питання про свою незалежність. США нелегітимно стримують сили, які прагнуть до відновлення монархії на Гаваях. Як пише газета The Telegraph, про це заявили представники Національного гавайського руху за суверенітет, які створили Гавайське королівство й уряд. Главою «королівства» була обрана нащадок останнього гавайського короля. Щодня її «міністри» збираються на раду, щоб обговорити, як добитися незалежності. Першим кроком до цього є введення власної валюти.
Прихильники незалежності Гавайських островів від США представили в штаб-квартирі ООН полінезійські монети «кала», які вони пропонують ввести в обіг як національну валюту, у тому числі в низці південно-тихоокеанських острівних держав. Про це заявив на пресконференції в ООН Алека Аіпоалані, верховний вождь гавайського королівства Атуї, нащадок колишньої королівської династії.
«Ми створюємо нашу національну валюту, оскільки багато полінезійських народів потребують економічного розвитку, і без єдиної валюти нам важко об'єднати зусилля і рухатися вперед», — публічно заявив він.[джерело?]
За його словами, з часом всім країнам буде запропоновано обмінювати їхню валюту на полінезійські монети, які існували до кінця XIX століття. [джерело?]Вождь продемонстрував три заново відлиті монети — мідну, вагою у 28,35 грама і вартістю у два кала, срібну, вагою 28,35 грама і вартістю у 50 кала, і з чистого золота, вагою 3,11 грама вартістю у 500 кала. На монетах зображено портрет самого Алек Аіпоалані, а на зворотному боці — герб гавайської королівської династії, скинутої в 1893 році перед анексією Гаваїв Сполученими Штатами.
Багато полінезійських народів від Гаваїв до Нової Зеландії мають спільне походження і схожі мови. Нині на Гавайських островах, які стали штатом США в 1959 році, діють близько десятка різних рухів, що вимагають незалежності або автономії.
На Гаваях є монархісти, але на відміну від них, які виступають за відновлення держави по типу європейських, Алека Аіпоалані разом зі своїми прихильниками хоче відновити більш давню систему, на чолі якої стоїть верховний вождь, а не король.